# Kolegi Studio!
Kolegi Studio — студія, яка існує з 2014 року у Львові. Колектив людей з Kolegi Studio щомісяця у Львові організовують творчий вечір під назвою «Гумор Кабаре Вечір Колег». Kolegi Studio через гумор підіймають суспільно-соціальні теми на, які слід задуматись.

## Наші без Раші
Наші без Раші — гумористична Інтернет скетч-комедія творчої студії Kolegi Studio, що розповідає про країну в, якій хотів би жити кожен українець.
Перша серія «Нашi без Раші» була відзнята за власним інвестуванням і з'явилась на платформі Youtube 23 квітня 2018 року. В першому скетчі розказувалось про те, що було б, якщо б Богдан Хмельницький не підписав переяславську угоду. В другому — про Україну в майбутньому. А в третьому скетчі — про американця, який вивчає Українську мову.
Після цього було оголошено збір коштів, який закінчився 31 жовтня 2018 року і проєкт перейшов на гнучке фінансування 31 жовтня 2018 року.
Найпопулярніший[на чию думку?] скетч на ютубі «Наших без Раші» — росіянин у львівському аеропорту, 1 млн. 800 тис. переглядів (на момент 20 квітня).
З початку війни 24 лютого 2022 року, команда розпочала волонтерську діяльність. 1 березня 2022р був зроблений перший Український Бандеромобіль , а саме пікап в броні та з турелю під різні види зброї. Автівки передаються ЗСУ - безкоштовно! Станом на 24 січня 2023 року закуплено, переобладнано та передано 172 автівки. Офіційний сайт Бандеромобіль  Залучення закордонних донатів та робота з світовими ЗМІ під брендом Car4Ukraine 
Новий гумористичний проект від Kolegi Studio  Контрнаступ  вже є 4 епізоди на ютьюб каналі